# Kalamansig
Kalamansig est une localité de la province de Sultan Kudarat, aux Philippines. En 2015, elle compte 49 059 habitants.